# Llista d'estacions de tramvia de la regió metropolitana de Barcelona
| ESTACIÓ                            | LÍNIES | CONNEXIONS | SERVEIS                  | UBICACIÓ                          |
| ---------------------------------- | ------ | ---------- | ------------------------ | --------------------------------- |
| A                                  |        |            |                          |                                   |
| Adrià Margarit                     |        |            |                          | Sarrià - Sant Gervasi (Barcelona) |
| Aigües, les                        |        |            | enllaç autobús interurbà | Cornellà de Llobregat             |
| Alfons el Magnànim                 |        |            | enllaç autobús interurbà | Sant Martí (Barcelona)            |
| Auditori-Teatre Nacional           |        |            | enllaç autobús interurbà | Sant Martí (Barcelona)            |
| Avinguda de Xile                   |        | obres      | enllaç autobús interurbà | Les Corts (Barcelona)             |
| Av. Tibidabo - Pl. John F. Kennedy |        |            | enllaç autobús interurbà | Sarrià - Sant Gervasi (Barcelona) |
| B                                  |        |            |                          |                                   |
| Besòs                              |        |            | enllaç autobús interurbà | Sant Martí (Barcelona)            |
| Bon Viatge                         |        |            | enllaç autobús interurbà | Sant Joan Despí                   |
| Bosch i Alsina                     |        |            |                          | Sarrià - Sant Gervasi (Barcelona) |
| C                                  |        |            |                          |                                   |
| Campus Diagonal-Besòs              |        |            | enllaç autobús interurbà | Sant Adrià de Besòs               |
| Can Clota                          |        |            | enllaç autobús interurbà | Esplugues de Llobregat            |
| Ca l'Aranyó                        |        |            | enllaç autobús interurbà | Sant Martí (Barcelona)            |
| Ca n'Oliveres                      |        |            | enllaç autobús interurbà | Esplugues de Llobregat            |
| Can Jaumandreu                     |        |            | enllaç autobús interurbà | Sant Martí (Barcelona)            |
| Can Rigal                          |        |            | enllaç autobús interurbà | L'Hospitalet de Llobregat         |
| Carrer número 15                   |        |            |                          | Sarrià - Sant Gervasi (Barcelona) |
| Catalana, la                       |        |            | enllaç autobús interurbà | Sant Adrià de Besòs               |
| Centre Miquel Martí i Pol          |        |            | enllaç autobús interurbà | Sant Joan Despí                   |
| Ciutadella - Vila Olímpica         |        |            | enllaç autobús interurbà | Sant Martí (Barcelona)            |
| Cornellà Centre                    |        |            | enllaç autobús interurbà | Cornellà de Llobregat             |
| E                                  |        |            |                          |                                   |
| Encants de Sant Adrià              |        |            | enllaç autobús interurbà | Sant Adrià de Besòs               |
| Ernest Lluch                       |        | obres      | enllaç autobús interurbà | Les Corts (Barcelona)             |
| Espronceda                         |        |            | enllaç autobús interurbà | Sant Martí (Barcelona)            |
| F                                  |        |            |                          |                                   |
| Farinera, la                       |        |            | enllaç autobús interurbà | Sant Martí (Barcelona)            |
| Fluvià                             |        |            | enllaç autobús interurbà | Sant Martí (Barcelona)            |
| Font del Racó                      |        |            |                          | Sarrià - Sant Gervasi (Barcelona) |
| Fontsanta, la                      |        |            | enllaç autobús interurbà | Sant Joan Despí                   |
| Fontsanta-Fatjó                    |        |            | enllaç autobús interurbà | Cornellà de Llobregat             |
| Fòrum                              |        |            | enllaç autobús interurbà | Sant Martí (Barcelona)            |
| Francesc Macià                     |        |            | enllaç autobús interurbà | Les Corts (Barcelona)             |
| G                                  |        |            |                          |                                   |
| Glòries                            |        |            | enllaç autobús interurbà | Sant Martí (Barcelona)            |
| Gorg                               |        |            | enllaç autobús interurbà | Badalona                          |
| H                                  |        |            |                          |                                   |
| Hospital Sant Joan Despí \| TV3    |        |            | enllaç autobús interurbà | Sant Joan Despí                   |
| I                                  |        |            |                          |                                   |
| Ignasi Iglésias                    |        |            | enllaç autobús interurbà | Cornellà de Llobregat             |
| Illa, l'                           |        |            | enllaç autobús interurbà | Les Corts (Barcelona)             |
| J                                  |        |            |                          |                                   |
| Josep Gari                         |        |            |                          | Sarrià - Sant Gervasi (Barcelona) |
| Josep Maria Florensa               |        |            |                          | Sarrià - Sant Gervasi (Barcelona) |
| M                                  |        |            |                          |                                   |
| Maresme-Fòrum, el                  |        |            | enllaç autobús interurbà | Sant Martí (Barcelona)            |
| Maria Cristina                     |        |            | enllaç autobús interurbà | Les Corts (Barcelona)             |
| Marina                             |        |            | enllaç autobús interurbà | Sant Martí (Barcelona)            |
| Mina, la                           |        |            | enllaç autobús interurbà | Sant Adrià de Besòs               |
| Montesa                            |        |            | enllaç autobús interurbà | Esplugues de Llobregat            |
| N                                  |        |            |                          |                                   |
| Numància                           |        |            | enllaç autobús interurbà | Les Corts (Barcelona)             |
| M                                  |        |            |                          |                                   |
| Llevant - les Planes               |        |            | enllaç autobús interurbà | Sant Joan Despí                   |
| Lluís Muntadas                     |        |            |                          | Sarrià - Sant Gervasi (Barcelona) |
| P                                  |        |            |                          |                                   |
| Palau Reial                        |        |            | enllaç autobús interurbà | Les Corts (Barcelona)             |
| Parc del Besòs                     |        |            | enllaç autobús interurbà | Sant Adrià de Besòs               |
| Pedró, el                          |        |            | enllaç autobús interurbà | Cornellà de Llobregat             |
| Pere IV                            |        |            | enllaç autobús interurbà | Sant Martí (Barcelona)            |
| Pius XII                           |        |            | enllaç autobús interurbà | Les Corts (Barcelona)             |
| Plaça del Funicular                |        |            |                          | Sarrià - Sant Gervasi (Barcelona) |
| Pont d'Esplugues                   |        |            | enllaç autobús interurbà | Esplugues de Llobregat            |
| Port Fòrum                         |        |            |                          | Sant Adrià de Besòs               |
| R                                  |        |            |                          |                                   |
| Rambla de Sant Just                |        |            | enllaç autobús interurbà | Sant Just Desvern                 |
| Román Macaya                       |        |            |                          | Sarrià - Sant Gervasi (Barcelona) |
| S                                  |        |            |                          |                                   |
| Sant Adrià de Besòs                |        |            | enllaç autobús interurbà | Sant Adrià de Besòs               |
| Sant Feliu-Consell Comarcal        |        |            | enllaç autobús interurbà | Sant Just Desvern                 |
| Sant Joan Baptista                 |        |            | enllaç autobús interurbà | Sant Adrià de Besòs               |
| Sant Martí de Provençals           |        |            | enllaç autobús interurbà | Sant Martí (Barcelona)            |
| Sant Roc                           |        |            | enllaç autobús interurbà | Badalona                          |
| Sardana, la                        |        |            | enllaç autobús interurbà | Esplugues de Llobregat            |
| Selva de Mar                       |        |            | enllaç autobús interurbà | Sant Martí (Barcelona)            |
| T                                  |        |            |                          |                                   |
| Torreblanca                        |        |            | enllaç autobús interurbà | Sant Just Desvern                 |
| W                                  |        |            |                          |                                   |
| Walden                             |        |            | enllaç autobús interurbà | Sant Just Desvern                 |
| Wellington                         |        |            | enllaç autobús interurbà | Sant Martí (Barcelona)            |
| Z                                  |        |            |                          |                                   |
| Zona Universitària                 |        |            | enllaç autobús interurbà | Les Corts (Barcelona)             |